# Добракув
Добракув (пол. Dobraków) — село в Польщі, у гміні Пілиця Заверцянського повіту Сілезького воєводства.
Населення — 425 осіб (2011).
У 1975-1998 роках село належало до Катовицького воєводства.

## Демографія
Демографічна структура станом на 31 березня 2011 року:
|          | Загалом | Допрацездатний вік | Працездатний вік | Постпрацездатний вік |
| -------- | ------- | ------------------ | ---------------- | -------------------- |
| Чоловіки | 220     | 57                 | 138              | 25                   |
| Жінки    | 205     | 38                 | 109              | 58                   |
| Разом    | 425     | 95                 | 247              | 83                   |